# Rhys ap Gruffydd
Pour les articles homonymes, voir Rhys.
Rhys ap Gruffydd, surnommé « le seigneur Rhys » (The Lord Rhys en anglais, Yr Arglwydd Rhys en gallois), est un prince gallois né vers 1132 et mort le 28 avril 1197. Il règne sur le Deheubarth de 1155 à sa mort.
Quatrième fils de Gruffydd ap Rhys, Rhys appartient à la maison de Dinefwr qui règne sur le Deheubarth depuis le milieu du Xe siècle. L'autorité de son père est limitée à une petite région de l'ancien royaume à la suite de l'invasion normande du pays de Galles, mais Rhys et ses frères parviennent à en reconquérir une partie.
Rhys entre en guerre à plusieurs reprises avec le roi d'Angleterre Henri II. En 1163, il dépouille Rhys de toutes ses conquêtes, ne lui laissant que le Cantref Mawr. Rhys s'allie avec Owain Gwynedd et parvient à déjouer une invasion anglaise en 1165. Une paix durable est conclue entre Rhys et Henri en 1171. Ayant reconquis la majeure partie di Deheubarth et reçu le titre de justiciar, Rhys est alors le plus puissant des princes gallois.
Après la mort d'Henri, en 1189, Rhys lance plusieurs campagnes contre les barons anglo-normands des Galles du Sud. Les dernières années de sa vie sont marquées par ses relations difficiles avec ses fils, dont plusieurs ambitionnent de lui succéder. Sa disparition est suivie par la fragmentation du Deheubarth entre ses héritiers.

## Contexte
Rhys ap Gruffydd est le quatrième et dernier fils de Gruffydd ap Rhys, prince de la maison de Dinefwr, et de Gwenllian, fille du roi du Gwynedd Gruffydd ap Cynan. Il a trois frères aînés, Morgan, Maelgwn et Maredudd, ainsi que deux demi-frères aînés issus du premier mariage de Gruffydd, Anarawd et Cadell.
En 1093, le prince du Deheubarth Rhys ap Tewdwr, grand-père paternel de Rhys, est tué dans le Brycheiniog, sur quoi les Anglo-Normands occupent la majeure partie de son royaume. Gruffydd, qui n'est alors qu'un enfant, est envoyé en sécurité en Irlande. Il rentre au pays de Galles vers 1113 et parvient à s'imposer dans une partie du Deheubarth, mais il est contraint de s'exiler à nouveau en Irlande en 1127. Lorsque son fils Rhys voit le jour, vers 1132, son autorité est limitée au cwmwd de Caeo, dans le Cantref Mawr.
Après la mort du roi Henri Ier, en 1135, l'Angleterre est en proie à l'Anarchie, guerre civile opposant sa fille Mathilde l'Emperesse et son neveu Étienne de Blois. Les Gallois en profitent et une grande révolte secoue les Galles du Sud en 1136. Gruffydd bat les Anglo-Normands près de Loughor et part demander l'aide de son beau-père Gruffydd ap Cynan. En son absence, sa femme Gwenllian lève une armée pour attaquer le château de Kidwelly, mais elle est battue et tuée avec ses fils Morgan et Maelgwn.
Gruffydd ap Rhys obtient le soutien de ses beaux-frères Owain Gwynedd et Cadwaladr ap Gruffydd, les fils de Gruffydd ap Cynan. Ensemble, ils envahissent le Ceredigion et remportent une victoire importante à la bataille de Crug Mawr. Bien que le Ceredigion relève traditionnellement du Deheubarth, la région est annexée par le Gwynedd. Gruffydd poursuit sa lutte contre les Anglo-Normands, mais il trouve la mort en 1137. Son fils aîné Anarawd est assassiné en 1143 à l'instigation de Cadwaladr ap Gruffydd. Le frère de Cadwaladr, Owain, devenu roi du Gwynedd, le châtie en le dépouillant de ses terres dans le Ceredigion.
Cadell succède à Anarawd à la tête de la maison de Dinefwr. Il est rapidement confronté aux ambitions du comte de Pembroke Gilbert de Clare, qui s'efforce de reconquérir le Ceredigion. De Clare reconstruit le château de Carmarthen en 1145 et en fonde un autre dans le cwmwd de Mabudryd, mais Cadell détruit ce dernier avec l'aide de Hywel ab Owain Gwynedd en 1146.

## Biographie

### Premières campagnes (1146-1155)

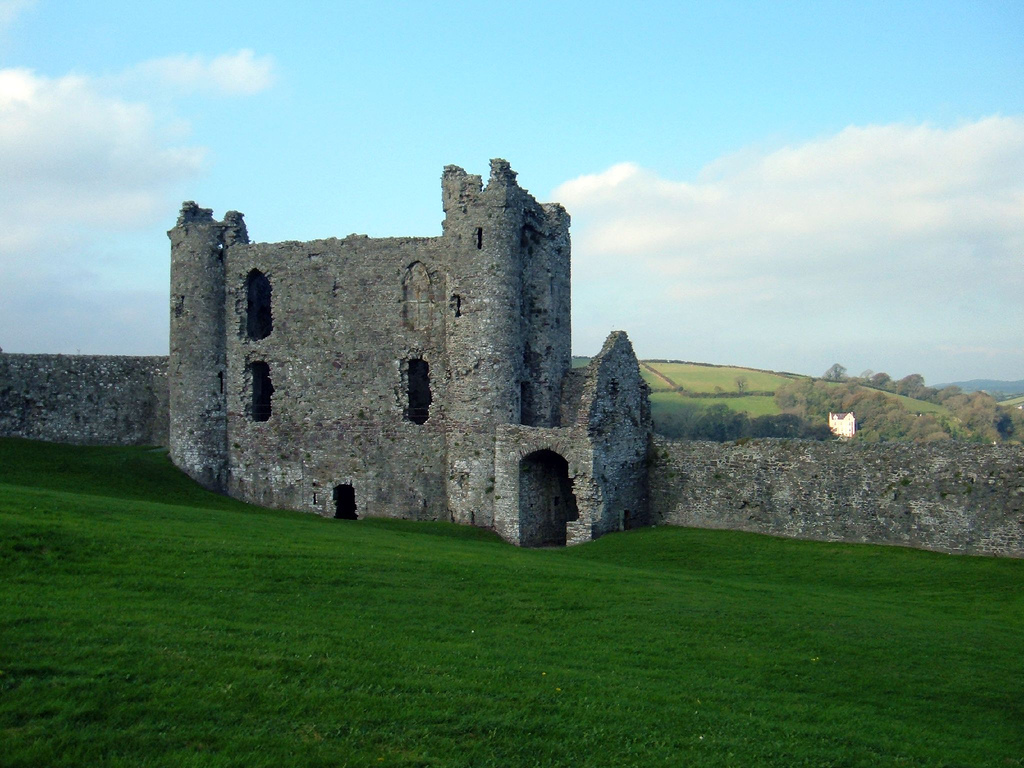
Les ruines du château de Llansteffan.

Rhys ap Gruffydd apparaît pour la première fois dans les chroniques galloises en 1146, lorsqu'il participe à la prise du château de Llansteffan avec son demi-frère Cadell et son frère Maredudd. Plusieurs châteaux tombent aux mains des Gallois dans les années qui suivent : Wiston en 1147, Carmarthen en 1150 et Loughor en 1151. Cette année-là, Cadell est grièvement blessé lors d'une partie de chasse. Incapable de continuer à exercer le pouvoir, il abdique et se rend en pèlerinage à Rome en 1153.
Maredudd, le frère aîné de Rhys, prend alors les rênes du Deheubarth. Il poursuit la campagne de reconquête du Ceredigion entamée par Cadell en 1150 et parvient à en chasser leur ancien allié Hywel ab Owain Gwynedd en 1153. La même année, Rhys mène ses hommes à la conquête du château normand de St Clears ; c'est la première fois qu'il dirige des troupes seul. Les châteaux de Tenby (en) et d'Aberavon sont également détruits par Maredudd et Rhys en 1153. Deux ans plus tard, en 1155, Maredudd meurt, laissant le Deheubarth à Rhys. C'est vers cette date que celui-ci se marie avec Gwenllian ferch Madog, la fille du prince du Powys Madog ap Maredudd.

### Un début de règne difficile (1155-1163)

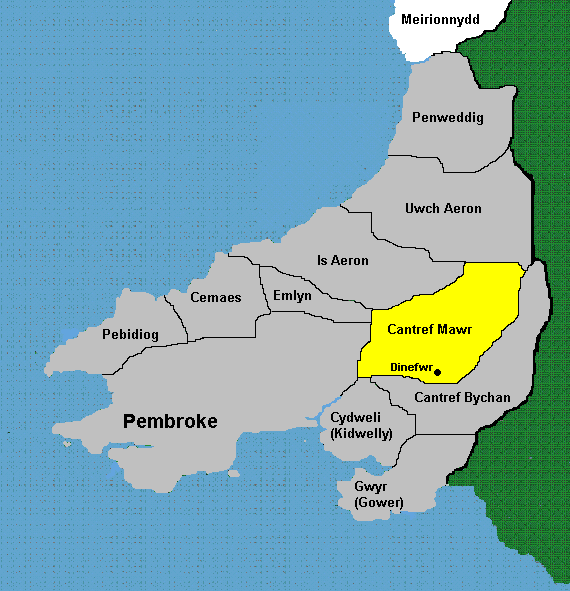
Le Deheubarth vers 1158 : Rhys ne contrôle plus que le Cantref Mawr (en jaune).

Peu après son avènement, Rhys fonde le château d'Aberdyfi (en) en réaction aux rumeurs voulant qu'Owain Gwynedd envisage d'envahir le Ceredigion. En fin de compte, cette invasion n'a jamais lieu.
La mort d'Étienne de Blois, en 1154, marque la fin de l'Anarchie anglaise. Son successeur Henri II, le fils de Mathilde l'Emperesse, ne tarde pas à s'intéresser aux affaires galloises et attaque le Gwynedd en 1157. Son invasion n'est pas un succès indiscutable, mais Owain Gwynedd préfère négocier la cession de certains territoires dans le nord-est. Henri se tourne ensuite vers le Deheubarth. Rhys envisage de résister, mais ses conseillers le dissuadent et il accepte les conditions très rudes que lui impose le roi anglais : il doit rendre leurs châteaux aux barons anglo-normands et ne conserve que le Cantref Mawr.
L'un des seigneurs normands qui reviennent dans la région à cette occasion est Walter de Clifford (en), chassé du Cantref Bychan (cy) en 1136 par le père de Rhys, Gruffydd ap Rhys. Rétabli dans son domaine, il envahit les terres de Rhys dans le Cantref Mawr. Rhys plaide sa cause auprès d'Henri, mais le roi anglais ignore ses demandes et il a dès lors recours à la force. Il s'empare du château de Llandovery et prend le contrôle du Ceredigion. Lorsque Henri rassemble ses forces pour l'attaquer, Rhys se soumet sans combattre et doit lui remettre des otages, parmi lesquels se trouve probablement son fils Hywel.
Henri se rend en France en 1159. Rhys profite de son absence pour attaquer le Dyfed et assiéger Carmarthen, qui est secouru par le comte de Cornouailles Réginald de Dunstanville. Il bat en retraite dans le Cantref Mawr, où il est confronté aux forces de cinq seigneurs anglais : le comte de Cornouailles, le comte de Gloucester Guillaume FitzRobert, le comte de Hertford Roger de Clare (en), le comte de Pembroke Richard FitzGilbert et le comte Patrick de Salisbury. Ils bénéficient du soutien de Cadwaladr, le frère d'Owain Gwynedd, et de Hywel et Cynan, les fils d'Owain. Une trêve est conclue entre les deux camps.
Rhys entreprend une nouvelle campagne de reconquête en 1162. Il parvient à s'emparer du château de Llandovery, mais Henri rentre de France l'année suivante et Rhys se porte à sa rencontre pour négocier. Il doit confier de nouveaux otages au roi anglais, dont son fils Maredudd, puis il est lui-même conduit en captivité en Angleterre. Après quelques semaines d'hésitations, Henri le libère et lui laisse le Cantref Mawr. Il le convoque à Woodstock pour recevoir son hommage aux côtés d'Owain Gwynedd et du roi écossais Malcolm IV.

### La grande révolte (1164-1170)
Les princes gallois s'allient en 1164 dans une grande révolte contre les Anglais. Il est possible que Rhys et Owain se soulèvent contre le statut de vassal qui leur a été imposé l'année précédente par Henri. Rhys a d'autres raisons de se révolter : les barons normands qui entourent le Cantref Mawr le menacent, et son neveu Einion ab Anarawd a été assassiné à l'instigation du comte de Hertford. Henri refusant d'intervenir, Rhys envahit les domaines de la famille de Clare dans le Ceredigion et conquiert toute la région, à l'exception de la ville et du château de Cardigan (en).
Henri réagit en menant une nouvelle invasion du pays de Galles en 1165. Au lieu de longer la côte nord pour attaquer le Gwynedd, il choisit de passer par l'intérieur des terres. Alors que ses troupes traversent les collines de Berwyn (en), elles sont interceptées par les forces coalisées des princes gallois, dont celles de Rhys, sous la direction d'Owain Gwynedd. Des pluies torrentielles contraignent Henri à battre en retraite dans le désordre et sans livrer bataille. Le roi anglais passe sa frustration sur ses otages et fait notamment aveugler Maredudd, le fils de Rhys. Ce dernier rentre dans le sud et s'empare du château de Cardigan. Il laisse partir la garnison, mais incendie les bâtiments et retient prisonnier le châtelain Robert FitzStephen (en). Le château de Cilgerran tombe entre ses mains peu après.
En 1167, Rhys s'associe avec Owain Gwynedd pour attaquer Owain Cyfeiliog, prince du sud du Powys. Ils passent trois semaines à assiéger le château de Rhuddlan. Il attaque l'année suivante la place forte normande de Builth et détruit son château. L'invasion normande de l'Irlande de 1169-1170 lui profite en détournant les forces des barons cambro-normands de l'autre côté de la mer d'Irlande, et la mort d'Owain Gwynedd en 1170 fait de lui le chef incontesté des princes gallois.

### La paix avec Henri (1171-1188)
Henri rentre de France en 1171 pour se rendre en Irlande, où il souhaite éviter que le comte de Pembroke ne fonde un royaume indépendant,. Les affaires irlandaises semblent l'avoir incité à adopter une nouvelle approche vis-à-vis des princes gallois, à moins qu'il ne l'ait envisagé dès 1165. Rhys vient à sa rencontre à Newnham on Severn pour conclure la paix avec lui. En échange d'un tribut de 300 chevaux et 4 000 têtes de bétail, Henri lui confirme la propriété de toutes les terres qu'il a prises aux grands barons cambro-normands, y compris la famille de Clare. Les deux souverains se rencontrent à nouveau au mois d'octobre à Pembroke, où Henri attend de pouvoir traverser la mer d'Irlande. Rhys n'a alors pu rassembler que 86 chevaux, mais Henri se contente d'en accepter 36 et de repousser le versement du reste du tribut à son retour d'Irlande. Il libère aussi Hywel, un fils de Rhys qui était son otage depuis plusieurs années. Une troisième rencontre prend place en 1172, lorsque Henri rentre d'Irlande, durant laquelle Rhys est nommé justiciar pour toutes les Galles du Sud.
La paix entre Rhys et Henri dure jusqu'à la mort du second, en 1189. Lorsque les fils d'Henri se révoltent contre leur père, en 1173, Rhys envoie son propre fils Hywel Sais assister le roi en Normandie et il se rend en personne l'année suivante à Tutbury pour participer au siège du château (en) du comte de Derby (en). Lorsqu'il rentre au pays de Galles après la prise du château, il laisse un millier d'hommes à Henri pour ses campagnes en Normandie. En 1175, Rhys se trouve à la tête d'un groupe de princes gallois qui assistent au conseil organisé par Henri à Gloucester. Ce conseil semble s'être conclu sur un serment d'assistance mutuel pour la préservation de la paix au pays de Galles. Lors d'un autre conseil à Oxford en 1177, Rhys vient prêter serment d'allégeance à Henri aux côtés de Dafydd ab Owain Gwynedd de Gwynedd et Cadwallon ap Madog (en) de Rhwng Gwy a Hafren. Henri accorde à Rhys la région du Meirionnydd, qui dépend traditionnellement du Gwynedd.
Rhys fonde plusieurs châteaux en pierre, comme ceux de Cardigan ou de Carreg Cennen. Celui de Cardigan est le plus ancien château en pierre construit par un souverain gallois. À Noël 1176, il organise à Cardigan un grand festival de poésie et de chanson, avec une récompense pour le meilleur poème et une autre pour la meilleure performance musicale. Ce festival, peut-être inspiré du système français des puys, est annoncé dans toutes les îles Britanniques et peut-être jusqu'en France. Il est souvent considéré comme la première eisteddfod.
Rhys se montre généreux vis-à-vis de l'Église. Il est à l'origine de la fondation de deux monastères : l'abbaye de Talley (en), premier établissement prémontré du pays de Galles, et l'abbaye de Llanllyr, un couvent cistercien qui est chronologiquement le deuxième couvent du pays et le premier à prospérer. Il effectue également d'importantes donations à l'abbaye de Whitland et à l'abbaye de Strata Florida. Lorsque l'archevêque de Cantorbéry Baudouin de Forde se rend au pays de Galles pour prêcher la croisade, il est accueilli froidement par une partie du clergé gallois, mais Rhys le soutient sans réserves. D'après Giraud de Barri, qui accompagne Baudouin et rapporte leur périple dans son Itinerarium Cambriae (en), Rhys aurait envisagé de prendre lui-même la croix avant que sa femme Gwenllian ferch Madog ne l'en dissuade.

### Dernières campagnes (1189-1196)
Henri II meurt le 6 juillet 1189 et son fils Richard Cœur de Lion lui succède comme roi d'Angleterre. Ne s'estimant plus lié par l'accord conclu avec Henri, Rhys mène une série d'attaques sur les barons normands qui l'entourent, ravageant Pembroke, Haverfordwest et le Gower (en) et s'emparant des châteaux de St Clears, Laugharne et Llansteffan. Le frère de Richard, le prince Jean sans Terre, se rend au pays de Galles au mois de septembre pour négocier avec Rhys. Il le convainc de lever le siège de Carmarthen pour l'accompagner à Oxford, où ils doivent retrouver Richard. Néanmoins, ce dernier refuse de l'y rencontrer et les hostilités reprennent.

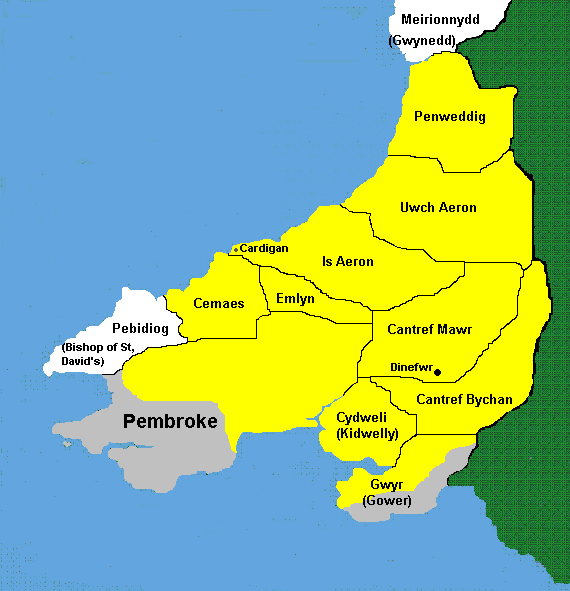
Le Deheubarth vers 1190 est presque entièrement soumis à Rhys.

Les dernières années de la vie de Rhys sont marquées par l'agitation suscitée par ses fils, notamment Gruffydd (l'aîné de ses fils légitimes) et Maelgwn (plus âgé que Gruffydd, mais illégitime). Il se laisse persuader par Gruffydd d'emprisonner Maelgwn en 1189 à Dinefwr. Gruffydd remet ensuite son prisonnier à son beau-père Guillaume de Briouze. Il aurait aussi convaincu son père d'annexer en 1191 la seigneurie de Cemais (en) avec le château de Nevern, au mépris des engagements passés vis-à-vis de son seigneur William FitzMartin, qui est en outre le gendre de Rhys. Les seigneuries normandes de Cydweli et Carnwyllion sont aussi annexées par Rhys en 1190.
Rhys obtient la libération de Maelgwn en 1192, mais Gruffydd et lui sont désormais ennemis jurés. Maelgwn et Hywel remportent une bataille contre Rhys en 1194 et l'enferment au château de Nevern, mais Hywel rend rapidement sa liberté à leur père, contre l'avis de Maelgwn. Pour Giraud de Barri, il s'agit d'une punition divine pour la manière dont Rhys a traité William FitzMartin. Deux autres de ses fils, Rhys Gryg et Mareddud, s'emparent de Llanymddyfri et Dinefwr en 1195, sur quoi Rhys les fait emprisonner.
Rhys mène sa dernière campagne contre les Anglo-Normands en 1196. Il s'empare de plusieurs châteaux (Carmarthen, Colwyn (en), Radnor et Painscastle (en)) et remporte une victoire sur les barons Roger Mortimer et Hugh de Say près de Radnor qui coûte la vie à quarante chevaliers anglais. Guillaume de Briouze ouvre les négociations et Rhys lui rend le château de Painscastle.

### Mort (1197)
Rhys ap Gruffydd meurt de manière inopinée le 28 avril 1197. Du fait d'une querelle avec l'évêque de St Davids Pierre de Leia, il est alors excommunié. Par conséquent, son corps est flagellé en guise de châtiment posthume avant d'être enterré à la cathédrale de St Davids.
L'aîné des fils légitimes de Rhys, Gruffydd, a été choisi comme héritier par son père. Peu après sa mort, il se rend à la frontière anglo-galloise pour rencontrer le justiciar Hubert Walter, qui le confirme dans son héritage. Néanmoins, Maelgwn refuse d'accepter cette décision et prend les armes contre son demi-frère avec le soutien du prince du Powys Gwenwynwyn ap Owain. Il parvient à s'emparer de la ville et du château d'Aberystwyth et fait prisonnier Gruffydd, qui est remis aux Anglais et enfermé au château de Corfe.

## Mariage et descendance
Rhys ap Gruffydd épouse Gwenllian, fille de Madog ap Maredudd de la maison de Mathrafal, dernier prince à régner sur tout le Powys. Elle n'est pas la mère de tous ses enfants.
Les fils de Rhys sont au moins neuf :
- Maelgwn (mort en 1231), fils aîné de Rhys, mais pas de Gwenllian ;
- Gruffydd (mort le 25 juillet 1201), successeur choisi de Rhys ;
- Maredudd Ddall (mort en 1239), aveuglé par Henri II en 1165, moine à l'abbaye de Whitland ;
- Cynwrig (mort en 1237) ;
- Rhys Gryg (mort en 1234) ;
- Maredudd (mort en 1201) ;
- Morgan (mort en 1251) ;
- Hywel Sais (tué en 1204) ;
- Maredudd (mort en 1227), archidiacre du Cardigan.

Les filles de Rhys sont au moins huit :
- Gwenllian, épouse du prince du Gwynedd Rhodri ab Owain ;
- Gwenllian, épouse du sénéchal Ednyfed Fychan, ancêtre de la maison Tudor ;
- Angharad, épouse William FitzMartin, seigneur de Cemais (en) ;
- d'autres filles épousent les seigneurs du Gwerthrynion et d'Elfael (en).